# Eren Keleş
Eren Keleş (* 13. Mai 1994 in Wien) ist ein österreichischer Fußballspieler, der vorwiegend im linken und offensiven Mittelfeld eingesetzt wird, aber auch auf anderen Mittelfeldpositionen spielen kann.

## Karriere

### Karrierebeginn beim SC Team Wiener Linien
Eren Keleş wurde am 13. Mai 1994 in der österreichischen Bundeshauptstadt Wien geboren und begann seine Karriere als Fußballspieler hier im September 2002, als er beim SC Team Wiener Linien angemeldet wurde. Nachdem er sämtliche Jugendspielklassen durchlief, saß er am 27. November 2010, dem letzten Ligaspiel vor der Winterpause, zum ersten Mal auf der Ersatzbank bei der ersten Kampfmannschaft, die ihren Spielbetrieb zu diesem Zeitpunkt in der Wiener Stadtliga hatte. Im Spiel gegen den SC Mannswörth kam er für den Verein aus Favoriten unter Trainer Josef „Pepi“ Schuster, der das Traineramt seit Beginn der Saison innehatte, ab der 85. Spielminute zum Einsatz. Danach dauerte es bis 1. Juni 2011, ehe Keleş ein weiteres Mal auf der Ersatzbank saß, hierbei jedoch nicht eingesetzt wurde. In den letzten paar Meisterschaftsspielen vor Saisonende nahm er dann regelmäßig auf der Ersatzbank Platz und kam am 18. Juni 2011 bei einem 3:1-Heimerfolg über den SV Wienerberg zu einem weiteren Kurzeinsatz, als er in Minute 87 auf den Rasen kam. Mit dem Team beendete er die Liga nach zwei absolvierten Kurzeinsätzen auf dem vierten Platz im Endklassement, mit nur zwei Punkten Rückstand auf den punktgleichen Dritt- und Zweitplatzierten. Parallel hierzu kam er auch zu Einsätzen in der Reservemannschaft des SC Team Wiener Linien, wobei er die Wiener Stadtliga U-23 mit dem Team auf dem sechsten Tabellenplatz beendete. Hierbei steuerte bei acht Meisterschaftseinsätzen zwei Treffer bei, die ihm beide am 11. September 2010 beim 10:2-Heimsieg über die Reserve des 1. Simmeringer SC erzielte.

### Rascher Aufstieg zur Stammkraft
In weiterer Folge entwickelte er sich unter Trainer Pepi Schuster zu einem Stammspieler der Favoritner. So kam er in der nachfolgenden Landesligaspielzeit 2011/12 bereits in 19 Meisterschaftspartien zum Einsatz und war dabei vor allem im Frühjahr 2011 ein oftmals eingesetzter Akteur. Ein Torerfolg in einem Pflichtspiel der ersten Kampfmannschaft blieb ihm jedoch weiterhin verwehrt. Im Endklassement kam die Mannschaft abermals nicht über einen vierten Tabellenplatz hinaus. Einsätze im Reservekader blieben in dieser Saison aus; wie bereits ein Jahr zuvor endete auch die Spielzeit 2011/12 für die Reservemannschaft auf dem sechsten Platz in der Endtabelle. In der Saison 2012/13 konnte er sein Talent unter Beweis stellen, arbeitete sich zur Stammkraft hoch und erzielte zehn Treffer bei 27 von 30 möglich gewesenen Ligaeinsätzen. Seinen ersten Pflichtspieltreffer im Herrenfußball erzielte er dabei im dritten Saisonspiel, einem 5:0-Auswärtssieg über den SK Slovan-Hütteldorfer AC am 2. September 2012, als er in Minute 28 den Treffer zur 1:0-Führung beisteuerte. Am Ende der Saison 2012/13 rangierte die erste Kampfmannschaft des SC Team Wiener Linien auf dem fünften Platz in der Endtabelle, wobei hingegen die Reservemannschaft bis auf den vierten Platz in der Wiener Stadtliga U-23 vordrang. Für die Reserve kam er in dieser Spielzeit lediglich in einem Ligaspiel zum Einsatz und erzielte hierbei einen Treffer.
Bei 29 von 30 möglich gewesenen Ligaeinsätzen gelangen ihm abermals zehn Tore, womit er an seine Leistungen vom Vorjahr anschließen konnte. Vor allem zu Saisonbeginn trat Keleş in der Spielzeit 2013/14 oftmals als Torschütze in Erscheinung und konnte nach 15 Ligaeinsätzen bereits sieben Treffer vorweisen. Im Endklassement rangierte der SC Team Wiener Linien auf dem dritten Rang hinter Vizemeister FC Stadlau und Meister SR Donaufeld Wien. Denselben Platz belegte auch die Reservemannschaft in der Wiener Stadtliga U-23, wobei Eren Keleş erneut in lediglich einem einzigen Ligaspiel zum Einsatz kam und hierbei einen Hattrick erzielte. Die Saison 2014/15 endete für die erste Kampfmannschaft in der teilweise recht dicht gestaffelten Endtabelle der Wiener Stadtliga mit 46 Punkten auf dem sechsten Tabellenrang. In dieser Spielzeit kam Keleş bei 28 von 30 möglich gewesenen Ligapartien zum Einsatz und kam auf eine Bilanz von acht erzielten Toren. In der Reserve kam Keleş in dieser Saison in keinem Pflichtspiel zum Einsatz.

### Wechsel in die Regionalliga
Nach 105 Meisterschaftsspielen und 26 -toren für die Stadtligamannschaft wechselte der türkischstämmige Mittelfeldakteur im Sommer 2015 zum Regionalligisten First Vienna FC. Unter dem vom Amateur- zum Profitrainer aufgestiegenen Ex-Nationalspieler Andreas Lipa gab Keleş bereits am ersten Spieltag der Saison 2015/16 sein Debüt in der Regionalliga, als er am 31. Juli 2017 beim 1:0-Auswärtssieg über den SC Neusiedl am See in der Startelf stand und in der 67. Minute durch Hakan Gökçek ersetzt wurde. Bereits bei seinem sechsten Ligaeinsatz, einem 3:2-Heimsieg über den Lokalrivalen Wiener Sportklub, konnte er mit zwei Torvorlagen auf sich aufmerksam machen. Binnen eines Monats konnte er dann zwischen Mitte Oktober und Mitte November 2015 bei fünf aufeinanderfolgenden Ligaspielen drei Tore und zwei Assists beisteuern. Nachdem er mit dem Team über den gesamten Saisonverlauf auf Titelkurs war, unterlag die Mannschaft im Endklassement schließlich mit zwei Punkten Rückstand dem SV Horn, der dadurch den Aufstieg in die nächsthöhere Erste Liga schaffte. Eren Keleş hatte bis dahin 26 von 30 möglich gewesenen Ligaspielen absolviert sowie vier Treffer und ebenso viele Vorlagen beigesteuert. Des Weiteren absolvierte er zwei Spiele für die zweite Kampfmannschaft mit Spielbetrieb in der fünftklassigen 2. Wiener Landesliga und kam im Erstrundenspiel des ÖFB-Cups 2015/16 gegen den SC Wiener Neustadt zum Einsatz, wo die Vienna mit 0:1 unterlag und aus dem laufenden Wettbewerb ausschied.
In die Saison 2016/17 startete Keleş mit der Vienna in der 1. Runde des ÖFB-Cups 2016/17, als er am 15. Juli 2016 beim 6:0-Kantersieg über den SK Treibach aus Kärnten ab der 53. Spielminute zum Einsatz kam und nur zwei Minuten später den Treffer zum 4:0 erzielte. In weiterer Folge absolvierte er mit der Vienna die komplette Herbstmeisterschaft, in der er in lediglich einer der 15 Meisterschaftspartien nicht im Kader war, da er aufgrund einer roten Karte für ein Spiel gesperrt war. Bei seinen 14 Spielen schoss er ein Tor und leistete die Vorarbeit zu zwei weiteren Treffern. Außerdem kam er noch zu einem weiteren Pokaleinsatz für die Vienna, schied mit dem Team aber in Runde 2 gegen den FK Austria Wien vom laufenden Turnier aus.

### Von den Rapid-Amateuren bis in die Bundesliga
Noch in der Winterpause wechselte der 22-Jährige zu den Amateuren des SK Rapid Wien, bei dem er einen bis Juni 2018 gültigen Vertrag erhielt. Den Kontakt zu Rapid hatte sein Berater Sertan Günes, selbst ein ehemaliger Profi und nunmehriger Amateurspieler, hergestellt. Dieser vermittelte ihn zu Willi Schuldes, dem sportlichen Leiter der Rapid-Akademie, der ihn daraufhin gemeinsam mit Goran Djuricin und Damir Canadi nach Hütteldorf holte. Nachdem er im ersten Spiel im Frühjahr noch nicht im Kader der Amateure war, setzte ihn Trainer Muhammet Akagündüz bereits im darauffolgenden Spiel, einem 1:1-Auswärtsremis gegen den SV Schwechat am 3. März 2017, bereits über die volle Spieldauer als Linksaußen ein. Bereits beim nachfolgenden Meisterschaftsspiel steuerte er bereits einen Treffer bei, absolvierte daraufhin noch ein weiteres Spiel, ehe er sich bei seinem vierten Einsatz in Folge einen Bruch der Stirnhöhle zuzog und so verletzungsbedingt für zwei Spiele ausschied. Gleich nach seiner Rückkehr aus der Verletzungspause machte er zwei Torvorlagen beim 5:0-Auswärtssieg über den SC Neusiedl am See am 21. April 2017. Nachdem er auch in den vier nachfolgenden Partien im Einsatz war, saß er in der 29. Runde nur mehr uneingesetzt auf der Ersatzbank und versäumte das letzte Saisonspiel der Amateure, da er mittlerweile den Aufstieg zu den Profis geschafft hatte. Ende Mai 2017 stand er somit erstmals im Profikader und saß in den beiden letzten Saisonspielen der Bundesliga unter dem Interimstrainerteam Goran Djuricin und Martin Bernhard ohne Einsatz auf der Ersatzbank.
Nachdem er in der Saisonvorbereitung zu einem „unerwarteten Aufsteiger“ wurde und vom nunmehrigen fixen Trainer Djuricin als Spieler mit enormem Potenzial, den er auch gegen stärkere Gegner (aus)testen möchte, bezeichnet wurde, stand er am ersten Spieltag der Saison 2017/18 bereits in der Startformation der Wiener. Bei seinem Debüt für die Profis in der Bundesliga kam er bei dem 2:2-Heimremis gegen die SV Mattersburg am 22. Juli 2017 als linker Mittelfeldspieler über 82 Minuten zum Einsatz, ehe er durch den Belgier Boli Bolingoli ersetzt wurde. Kurz nach seinem Profidebüt wurde Keleş von türkischen Medien mit Beşiktaş Istanbul in Verbindung gebracht, was in weiterer Folge jedoch von Rapid-Sportdirektor Fredy Bickel und Berater Sertan Günes dementiert wurde.
Im Jänner 2018 wechselte er zum Ligakonkurrenten SKN St. Pölten, bei dem er einen bis Juni 2018 laufenden Vertrag erhielt. Nach der Saison 2017/18 verließ er St. Pölten.

### Wechsel in die Türkei
Im Juli 2018 wechselte Keleş in die Türkei zum Zweitligisten Adanaspor. In drei Jahren in Adana kam er zu 77 Einsätzen in der TFF 1. Lig, in denen er neun Tore erzielte. Zur Saison 2021/22 wechselte er zum Drittligisten Ankaraspor. Für Ankaraspor absolvierte er insgesamt 16 Partien in der TFF 2. Lig. Im Jänner 2022 wechselte er zum ebenfalls drittklassigen Tarsus İdman Yurdu. Für Tarsus İdman Yurdu kam er zu 15 Drittligaeinsätzen (vier Tore).

### Rückkehr nach Österreich
Nach vier Jahren in der Türkei kehrte Keleş zur Saison 2022/23 nach Österreich zurück und wechselte zum Zweitligisten Floridsdorfer AC. Für den FAC absolvierte er 27 Partien in der 2. Liga, in denen er einmal traf. Nach der Saison 2022/23 verließ er Floridsdorf wieder. Nach einem halben Jahr ohne Verein schloss er sich im Jänner 2024 dem Regionalligisten FC Mauerwerk an.